# Augé (Deux-Sèvres)
Augé ist eine französische Gemeinde mit 887 Einwohnern (Stand: 1. Januar 2022) im Département Deux-Sèvres in der Region Nouvelle-Aquitaine (vor 2016: Poitou-Charentes). Sie gehört zum Arrondissement Niort und zum Kanton Saint-Maixent-l’École. Die Einwohner werden Augéens genannt.

## Geographie
Augé liegt etwa 19 Kilometer ostnordöstlich von Niort. Das Gemeindegebiet wird vom Flüsschen Ligueure und seinem Zufluss Montbrune durchquert, im Westen verläuft der Musson. Umgeben wird Augé von den Nachbargemeinden Verruyes im Norden, Saint-Georges-de-Noisné im Norden und Nordosten, Saivres im Osten, Azay-le-Brûlé im Südosten und Süden, Cherveux im Südwesten sowie La Chapelle-Bâton im Westen und Nordwesten.

## Bevölkerungsentwicklung
| Jahr                       | 1962 | 1968 | 1975 | 1982 | 1990 | 1999 | 2006 | 2019 |
| Einwohner                  | 973  | 840  | 705  | 713  | 757  | 794  | 882  | 890  |
| Quellen: Cassini und INSEE |      |      |      |      |      |      |      |      |

## Sehenswürdigkeiten
- Kirche Saint-Grégoire aus dem 13. Jahrhundert, Monument historique seit 1914
- Kapelle der früheren Priorats Saint-Hilaire aus dem 11. Jahrhundert
- Reste der Burgen Augé und Le Plessis
- Schloss L'Houmelière
- Schloss Champmargou

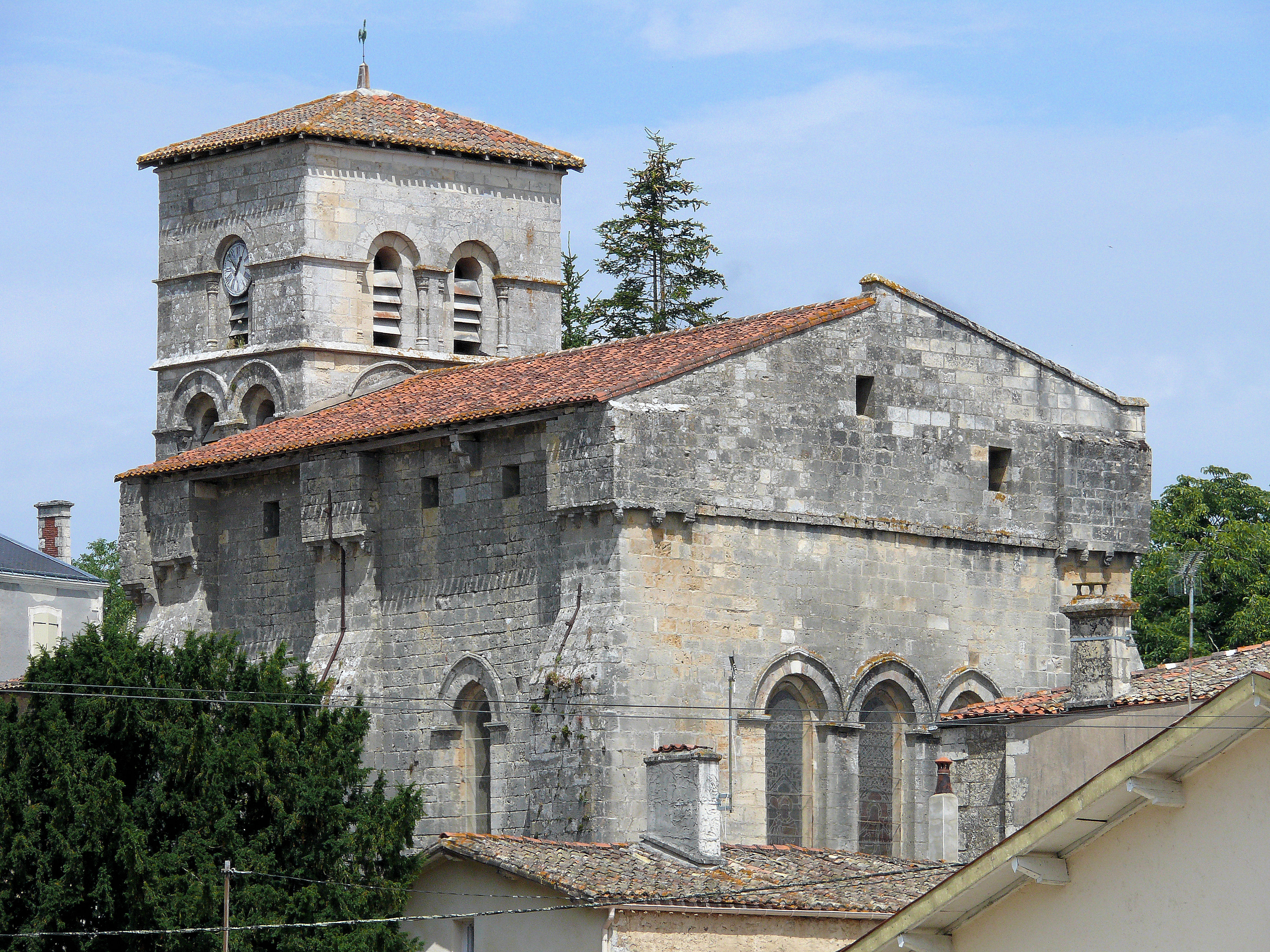
Kirche Saint-Grégoire
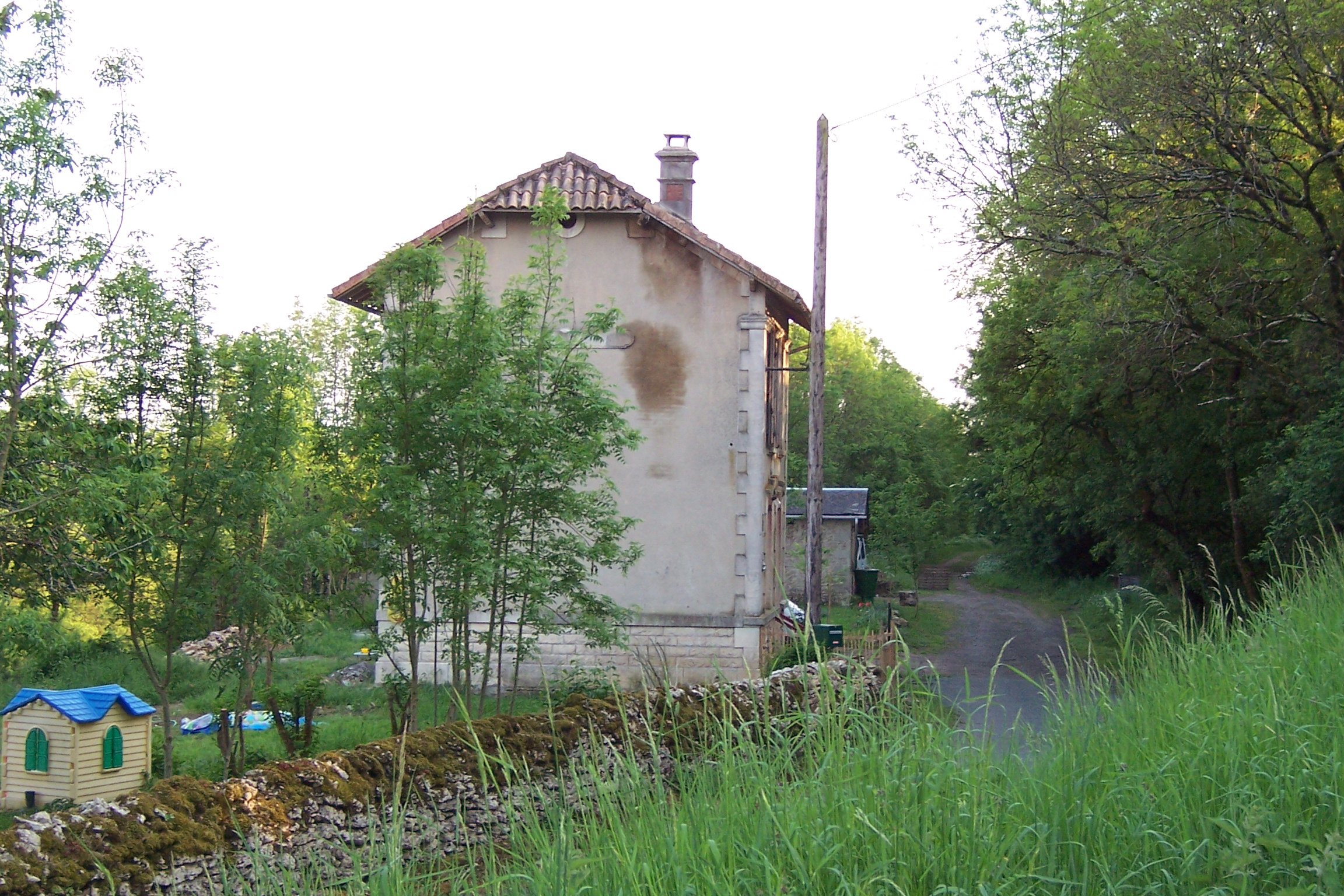
Ehemaliges Bahnhofsgebäude